# Arbérats-Sillègue
Arbérats-Sillègue é uma comuna francesa na região administrativa da Nova Aquitânia, no departamento dos Pirenéus Atlânticos. Estende-se por uma área de 5,29 km². Em 2010 a comuna tinha 282 habitantes (densidade: 53,3 hab./km²).